# Phiala fervidaria
Phiala fervidaria är en fjärilsart som beskrevs av Fabricius. Phiala fervidaria ingår i släktet Phiala och familjen Eupterotidae. Inga underarter finns listade i Catalogue of Life.